# 黄永吉
黄 永吉（こう えいきち、1927年 - 2012年11月7日）は、中国の囲碁棋士。安徽省出身、中国囲棋協会所属、四段。全国囲棋個人戦優勝など。

## 経歴
安徽省当塗に生まれ、少年時代は南京で囲碁の修行をした。1956年に合肥に映る。安徽省チームとして、1957年第1回全国囲棋個人戦に出場し5位。1959年、中華人民共和国全国運動会で3位。1960年、全国囲棋個人戦で優勝。1961年の日中囲碁交流にて、訪中団の小山靖男七段に1勝を挙げる。1962年、初の訪日団に参加し、1勝6敗。1962年の段位制施行において、同年の全国個人戦の成績により、過惕生らの五段に次ぐ四段に認定。1964年全国個人戦では陳祖徳ら若手に交じって4位を占めた。
1970年代には安徽省のコーチを務め、王汝南八段、李星六段らを育てた。著書に『囲棋実戦妙手（围棋实战妙手）』などがあり、新中国体育開拓者勲章を受章。1992年からは西安で棋士を育成。
娘の黄麗萍も囲碁棋士。

### 主な成績
- 全国囲棋個人戦

1957年5位、1959年3位、1960年1位、1962年8位、1964年4位
- 日中囲碁交流
  - 1960年 0-1-1（ジゴ瀬越憲作、×鈴木五良）
  - 1961年 1-5（1-4 小山靖男、×菊池康郎）
  - 1962年 1-6（×前田陳爾、×茅野直彦、×上月武志、×細川千仭、×(二子)橋本宇太郎、○安藤英雄、×(二子)木谷實）
  - 1963年 1-3（×杉内雅男、×宮本直毅、○田岡敬一、×桑原宗久）